# Desa Ciririp
Desa Ciririp är en administrativ by i Indonesien.   Den ligger i provinsen Jawa Barat, i den västra delen av landet, 60 km sydost om huvudstaden Jakarta.